# Charles Wheatstone
Charles Wheatstone (anglès: Sir Charles Wheatstone)  (Gloucester, 6 de febrer de 1802 - París, 19 d'octubre de 1875), va ser un científic i inventor britànic, que va destacar durant l'època victoriana pels seus invents, que inclouen l'estereoscopi (aparell que creava la il·lusió de veure imatges tridimensionals), la tècnica Playfair d'encriptació, i el caleidòfon. Wheatstone és més conegut per l'aparell elèctric que porta el seu nom: el pont de Wheatstone, utilitzat per a mesurar les resistències elèctriques. Wheatstone va ser membre de la Royal Society.